# Sega Game Gear
La Sega Game Gear és una consola portàtil creada per Sega, que volia competir contra la Game Boy de Nintendo. Aquesta és la tercera consola portàtil disponible comercialment en color, després de la Lynx d'Atari i la Turbo Express.
En la seva primera fase de la consola es coneixia per "Project Mercury". Va ser llançada al Japó el 6 d'octubre de 1990. A l'Amèrica del Nord i Europa va ser llançada el 1991 i a Austràlia el 1992. El suport que es va donar a la Game Gear va expirar el 1997.

## Disseny i característiques tècniques
La Game Gear va ser bàsicament una Master System portàtil amb menor resolució però que permetia una paleta de colors major, i potencialment millors gràfics. A més podia produir so estèreo (disponible utilitzant la seva sortida d'auriculars), una característica que la Master System, amb la seva sortida mono, tampoc posseïa. No obstant això, molt pocs jocs van ser programats amb so estèreo. Un dels pocs jocs que ho incloïa era per exemple G-LOC: Air Battle.
A causa de les semblances tècniques de la Game Gear amb la Master System, era molt senzill traspassar els jocs per a la portàtil. De fet, era possible escriure directament els jocs de la Master System en cartutxos per a la Game Gear sense necessitat de reprogramació. A més, un adaptador anomenat "Master Gear Converter" permetia inserir cartutxos de la Master System directament a la Game Gear. El procés invers (usar jocs de Game Gear a la Master System) no era possible a causa de la major paleta de colors de la portàtil.

## Història
Era una videoconsola portàtil de 8 bits creada per la companyia Sega, que va ser coetània de la Game Boy. Amb ella, Sega volia fer front a la Game Boy de Nintendo. L'estratègia de Sega va ser llançar al mercat una portàtil molt superior al seu gran rival, la Game Boy i amb un gran catàleg comercial de jocs, ja que les conversions de Master System a la Game Gear eren molt fàcils de realitzar.
El seu disseny era modern i atractiu, a pesar que la seva grandària significativament superior a la de la Game Boy de Nintendo. La seva pantalla era en color, la qual cosa va suposar una fita, que va compartir amb la consola Lynx, en el món de les consoles portàtils. Permetia de connectar-li un adaptador per a utilitzar-la com televisor. A diferència de la Game Boy, aquesta era retroil·luminada. A més, les seves característiques tècniques eren molt superiors a les de la Game Boy. La Game Gear tenia total compatibilitat amb la Sega Master System si se li adaptava un econòmic adaptador anomenat master gear converter, ja que el maquinari d'ambdues màquines era semblant, adaptat a un grandària menor, per això es van poder realitzar conversions massives de jocs de Master System a Game Gear.
No obstant això, la Game Boy va ser la que es va imposar. La GB era molt més barata que la Game Gear, les seves piles duraven molt més (la Game Gear tenia una duració de 2 a 3 hores), i la Game Boy cabia en una butxaca, cosa que era impossible per a la Game Gear. Així Nintendo va aconseguir que la seva petita i inferior Game Boy, triomfés aclaparadorament sobre la magnifica Game Gear. Un altre factor que va afavorir a la Game Boy va ser el popular Tetris i les extremadament populars mascotes i videojocs exclusius de Nintendo.
Fins i tot així, la vida de la Game Gear no va ser curta, Sega va treure accessoris que la feien molt atractiva per a cert públic, com ara un sintonitzador de TV (que en feia un televisor portàtil), de ràdio o un adaptador per a poder jugar amb tots els jocs de la Master System II.
Actualment es considera com un artefacte per a col·leccionistes de consoles.

## Especificacions tècniques
- Proccessador: Zilog Z80 (8 bits)
- Velocitat del processador: 3,58 MHz (NTSC)
- Resolució: 160 x 144 píxels
- Colors disponibles: 4.096
- Colors en pantalla: 32
- Sprites màxims: 64
- Mida de l'sprite: 8x8 o 8x16
- Mida de pantalla: 3,2 polzades (81 mm)
- So: 4 canals
- RAM: 24 KB
- Bateries: 6 'AA'
- Generador extern: MK-2103 10v DC 0.85A, posició central

## Emulació
Fins al 2006, els emuladors per la Game Gear han sigut fets per GP2X, GP32, Nintendo Gameboy Advance, Nintendo DS, Symbian, Windows Mobile, PC i PlayStation Portable.

## Jocs
El catàleg de jocs va arribar a comptar amb uns 300 títols, en cartutxos que anaven dels 2 als 8 megabits, dels quals un terç van ser realitzats per terceres companyies (third parties) com EA, Capcom, Konami, Domark, Codemasters, etc. Al llarg de la seva vida es van vendre un total de 38.2 milions de jocs.
Alguns dels jocs més destacables són:
- Arena
- Aladdin
- Asterix and the Great Rescue
- Caesar's Palace
- Chuck Rock
- Cool Spot
- Dynamite Headdy
- Donald Duck, The Lucky Dime Caper
- Donald Duck, Deep Duck Trouble
- Earthworm Jim
- Factory Panic
- Fatal Fury Special
- Fifa International Soccer
- Garfield
- GP Raider
- James Pond 2
- Jurassic Park
- Lion King
- The Smurfs
- Marble Madness
- Marko's Magic Football
- Mickey Mouse Castle of Illusion
- Mickey Mouse Land Illusion
- Mickey Mouse Legend Illusion
- Micro Machines
- Micro Machines 2 Turbo Tournament
- Mortal Kombat
- Mortal Kombat 2
- NBA Jam
- NHL Hockey
- PGA Tour Golf II
- Mighty Morphing Power Rangers
- Power Strike II
- Out Run
- Olympic Gold
- Robocop vs Terminator
- Sensible Soccer
- Shinobi
- Shonibi II
- Sonic
- Sonic 2
- Sonic Chaos
- Sonic Triple Trouble
- Sonic Drift Racing
- Sonic Blast
- Speedy González
- Star Wars
- Street of Rage
- Street of Rage 2
- Super Off Road
- Super Columns
- Tempo Jr
- The Incredible Hulk
- The Jugle Book
- True Lies
- Virtua Fighter Animation
- Wonder Boy
- World Cup USA 94

## Accessoris

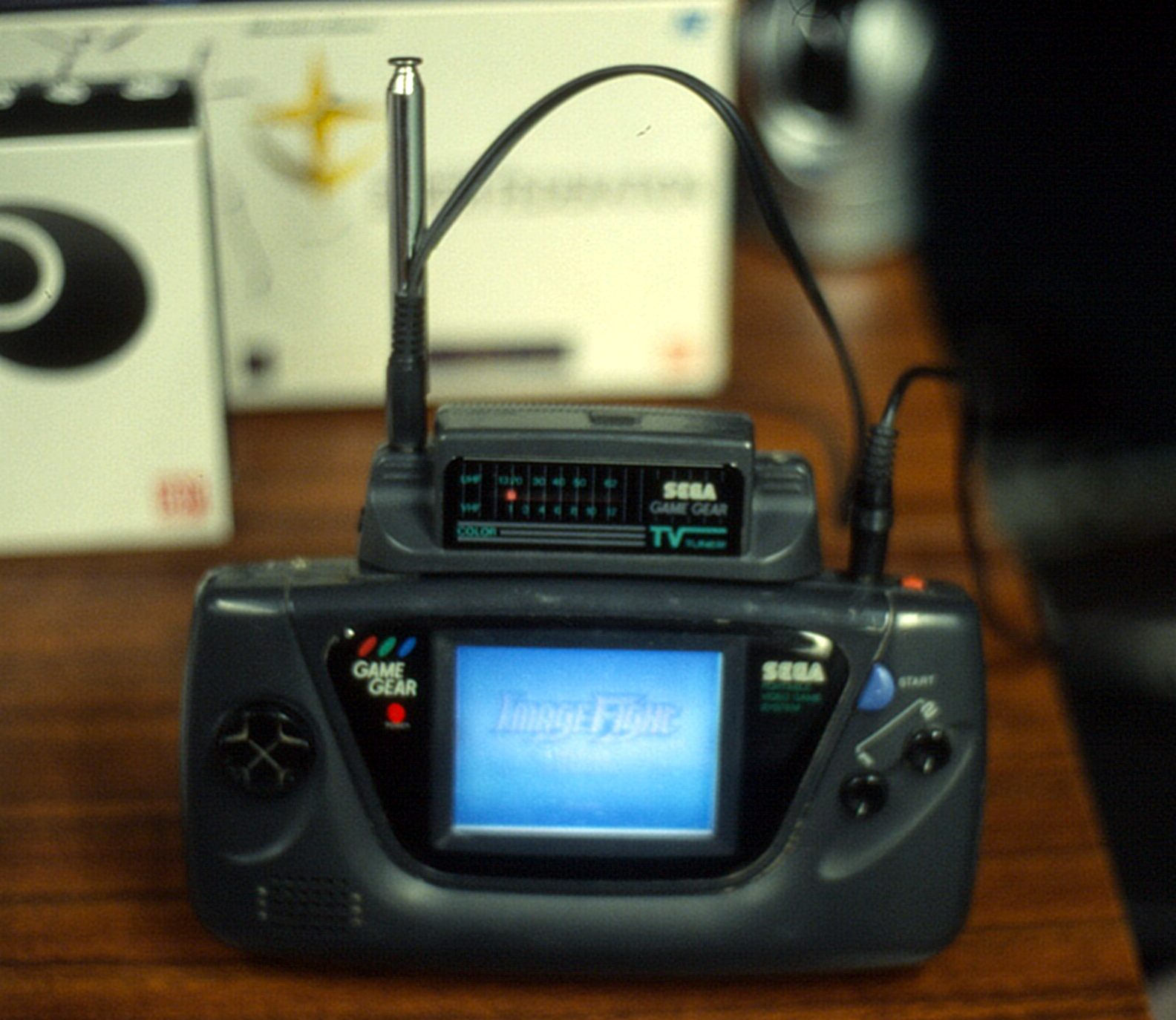
TV Tuner connectat a Game Gear

La majoria dels accessoris van ser produïts per la mateixa Sega, encara que terceres empreses com Logic 3 van desenvolupar alguna que una altra funda, motxilla o accessori.
Els accessoris més destacables són:
- Game Gear Battery Pack (bateria externa)
- TV Tuner (sintonitzador TV)
- Cable Gear To Gear (jugar a dobles amb dues consoles)
- Master Gear Converter (jocs de Master System a la Game Gear)
- Font d'alimentació universal
- Font d'alimentació per al cotxe
- Bateria recarregable
- Wide Gear (lupa per a la pantalla)
- Carry All (motxilla per a la consola i els jocs)